# Hägra
Hägra är en bebyggelse i Rödöns distrikt (Rödöns socken) i Krokoms kommun. Området avgränsades fram till 2010 som en separat småort, från 2015 räknas det till tätorten Dvärsätt.  

## Befolkningsutveckling
| Befolkningsutvecklingen i Hägra 1990–2010                                                        | Befolkningsutvecklingen i Hägra 1990–2010 | Befolkningsutvecklingen i Hägra 1990–2010 | Befolkningsutvecklingen i Hägra 1990–2010 | Befolkningsutvecklingen i Hägra 1990–2010 |
| ------------------------------------------------------------------------------------------------ | ----------------------------------------- | ----------------------------------------- | ----------------------------------------- | ----------------------------------------- |
|                                                                                                  |                                           |                                           |                                           |                                           |
| År                                                                                               |                                           |                                           | Folkmängd                                 | Areal (ha)                                |
| 1990                                                                                             | 1990                                      |                                           | 143                                       | 30#                                       |
| 1995                                                                                             | 1995                                      |                                           | 186                                       | 34#                                       |
| 2000                                                                                             | 2000                                      |                                           | 207                                       | 35                                        |
| 2005                                                                                             | 2005                                      |                                           | 199                                       | 35#                                       |
| 2010                                                                                             | 2010                                      |                                           | 196                                       | 43#                                       |
| Anm.: Ny tätort 2000. Upphörde som tätort 2005. Räknas 2015 som en del av Dvärsätt # Som småort. |                                           |                                           |                                           |                                           |